# لويس ساندي
لويس ساندي (بالإسبانية: Luis Sandi)‏ هو ملحن مكسيكي، ولد في 22 فبراير 1905، وتوفي في 9 أبريل 1996.

## وصلات خارجية
- لويس ساندي على موقع ميوزك برينز (الإنجليزية)
- لويس ساندي على موقع ديسكوغز (الإنجليزية)